# Banglades az 1988. évi nyári olimpiai játékokon
Banglades a dél-koreai Szöulban megrendezett 1988. évi nyári olimpiai játékok egyik részt vevő nemzete volt. Az országot az olimpián 2 sportágban 6 sportoló képviselte, akik érmet nem szereztek.

## Atlétika
Férfi
| Versenyző                                                                         | Versenyszám     | Előfutam | Előfutam | Előfutam | Negyeddöntő | Negyeddöntő | Negyeddöntő | Elődöntő | Elődöntő | Elődöntő | Döntő   | Döntő    |
| Versenyző                                                                         | Versenyszám     | Idő      | Hely.    | Össz.    | Idő         | Hely.       | Össz.       | Idő      | Hely.    | Össz.    | Idő     | Helyezés |
| --------------------------------------------------------------------------------- | --------------- | -------- | -------- | -------- | ----------- | ----------- | ----------- | -------- | -------- | -------- | ------- | -------- |
| Mohamed Shah Jalal                                                                | 100 m           | 10,94    | 5.       | 78.*     | kiesett     | kiesett     | kiesett     | kiesett  | kiesett  | kiesett  | kiesett | kiesett  |
| Mohamed Shah Alam                                                                 | 200 m           | 22,52    | 8.       | 65.      | kiesett     | kiesett     | kiesett     | kiesett  | kiesett  | kiesett  | kiesett | kiesett  |
| Mohamed Hossain Milzer                                                            | 400 m           | 48,76    | 5.       | 58.      | kiesett     | kiesett     | kiesett     | kiesett  | kiesett  | kiesett  | kiesett | kiesett  |
| Mohamed Hossain Milzer                                                            | 800 m           | 1:51,16  | 6.       | 49.      | kiesett     | kiesett     | kiesett     | kiesett  | kiesett  | kiesett  | kiesett | kiesett  |
| Mohamed Shah Alam Shahanuddin Choudhury Mohamed Hossain Milzer Mohamed Shah Jalal | 4 × 100 m váltó | 41,78    | 6.       | 25.      |             |             |             | kiesett  | kiesett  | kiesett  | kiesett | kiesett  |

| Versenyző             | Versenyszám | Selejtező             | Selejtező             | Döntő    | Döntő    |
| Versenyző             | Versenyszám | Eredmény              | Helyezés              | Eredmény | Helyezés |
| --------------------- | ----------- | --------------------- | --------------------- | -------- | -------- |
| Shahanuddin Choudhury | Távolugrás  | érvényes ugrás nélkül | érvényes ugrás nélkül | kiesett  | kiesett  |

* - egy másik versenyzővel azonos eredményt ért el

## Úszás
Férfi
| Versenyző                 | Versenyszám    | Előfutam | Előfutam | Előfutam | Döntő   | Döntő   | Döntő   | Helyezés |
| Versenyző                 | Versenyszám    | Idő      | Hely.    | Össz.    | Típus   | Idő     | Hely.   | Helyezés |
| ------------------------- | -------------- | -------- | -------- | -------- | ------- | ------- | ------- | -------- |
| Bazlur Mohamed Rahman     | 100 m mell     | 1:14,97  | 8.       | 58.      | kiesett | kiesett | kiesett | kiesett  |
| Salam Mohamed Abdul Salam | 100 m pillangó | 1:03,69  | 4.       | 48.      | kiesett | kiesett | kiesett | kiesett  |